# Dipsas pakaraima
Dipsas pakaraima este o specie de șerpi din genul Dipsas, familia Colubridae, descrisă de Macculloch și Amy Lathrop în anul 2004. Conform Catalogue of Life specia Dipsas pakaraima nu are subspecii cunoscute.